# Wielka Synagoga chasydów z Bełza w Jerozolimie

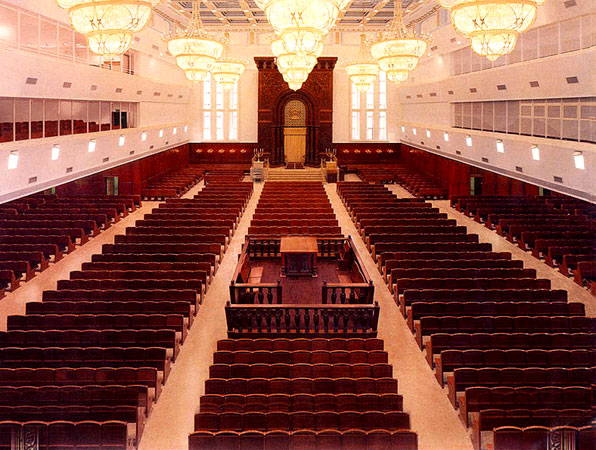
Sala główna

Wielka Synagoga chasydów z Bełza w Jerozolimie (hebr. בעלזא בית המדרש הגדול) – największa synagoga znajdująca się w Jerozolimie. 
W latach 80. XX wieku rabin Jissochor Dov Rokeach II, piąty cadyk z Bełza zaczął myśleć o wzniesieniu dużej synagogi w jerozolimskiej dzielnicy Kiryat Belz. Prace budowlane trwały 15 lat. Synagogę poświęcono w 2000 roku. Główna sala modlitewna używana tylko w szabat posiada 6000 miejsc siedzących. 
Wewnątrz znajduje się największy na świecie Aron ha-kodesz o wysokości 12 metrów i ciężarze 18 ton, który wpisano do księgi rekordów Guinnessa. Może pomieścić ponad 100 zwojów Tory. Pomieszczenie oświetla 9 żyrandoli o wymiarach 18 na 11 stóp, złożonych z ponad 200 000 kawałków czeskiego szkła. 